# Merchweiler
Merchweiler és un municipi del districte de Neunkirchen a l'estat federat alemany de Saarland. Està situat aproximadament a 10 km a l'oest de Neunkirchen i a 15 km al nord-est de Saarbrücken.

## Nuclis
- Merchweiler
- Wemmetsweiler